# Onocolus latiductus
Onocolus latiductus là một loài nhện trong họ Thomisidae.
Loài này thuộc chi Onocolus. Onocolus latiductus được miêu tả năm 1980 bởi Lise.